# Gottskär
Gottskär är en bebyggelse i södra delen av tätorten Onsala i Kungsbacka kommun, Hallands län. Det var en tätort fram till och med tätortsavgränsningen 2000 för att därefter växa samman med Onsala. Innan sammanväxningen hade Gottskär som egen tätort cirka 3 500 invånare (2000).
Gottskär ligger på Onsalahalvön vid Kungsbackafjorden, cirka 10 kilometer sydväst om Kungsbacka.

## Historia
Gottskär har under lång tid i historien varit en ort för handel och sjöfart och var till 1539 en köpstad. Namnet var då Gåsekil (Gaasekill), som på 1500-talet blev Gasse Kyle och i slutet av 1600-talet Gåttskiähl som på 1800-talet blev Gottskärr/Gottskär.
Där fanns på 1800-talet ett gästgiveri med mat, sprit, övernattning och skjuts till nästa gästgiveri, som låg i Kungsbacka. År 1881 togs gästgiverirättigheterna över av Gottskära Badhus AB, som snart uppförde en restaurang av nyare snitt. Det första varmbadhuset startades 1882. Från 1883 gick det regelbundna ångbåtsturer mellan Kungsbacka och Gottskär. Verksamheten blomstrade och växte, ett nytt varmbadhus byggdes, hotelldelen renoverades och byggdes till, ett handelshus och flera magasin byggdes.
År 1931 bildades en båtklubb, som så småningom fick namnet Segelsällskapet Kaparen och i vilket många ungdomar fått segel- och simutbildning.

## Samhället
Konstverket Neptun och delfinen är ett kännetecken för Gottskär som först stod på Göteborgsutställningen 1923. Efter utställningen köptes det av Emil Hammarberg, ägaren till Gottskärs restaurang, som lät placera den på en klippa en liten bit ut från hamnen som ett blickfång för kroggästerna.

## Referenser

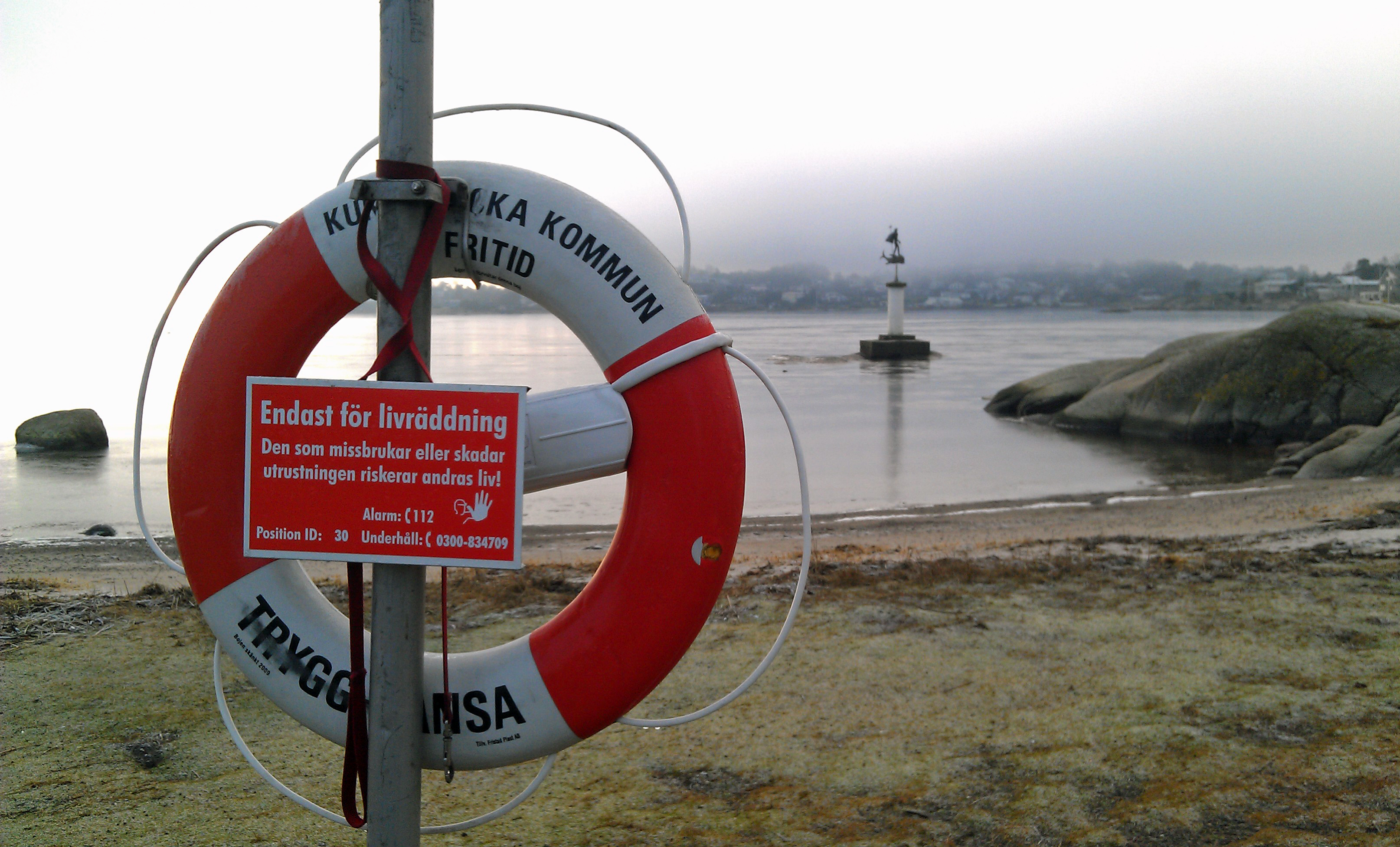
Gottskär sett från ön Utholmen, i december 2011.